# Michel Sénéchal

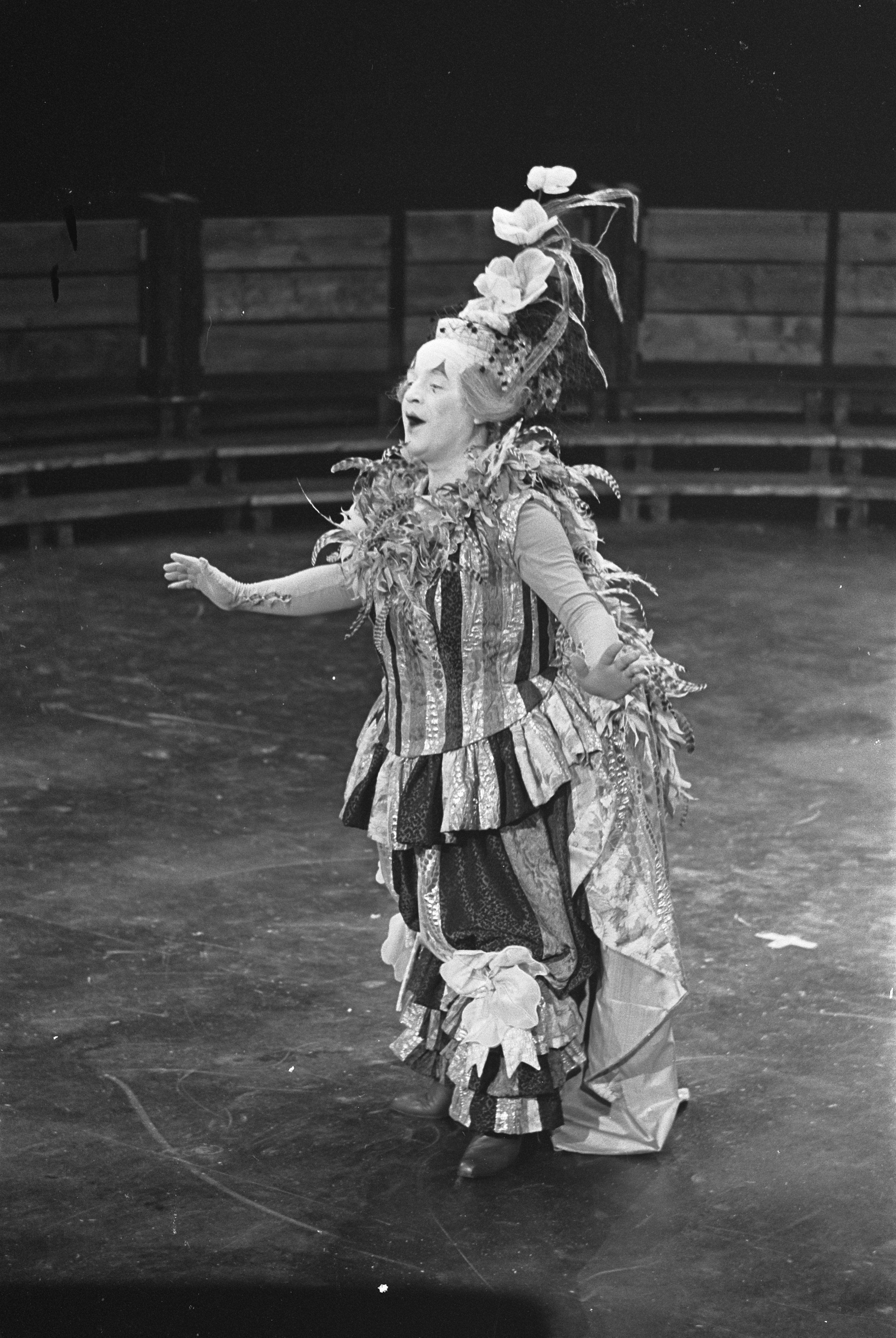
Michel Sénéchal in seinem Kostüm in der Oper Platée des Komponisten Jean-Philippe Rameau im Carré (Amsterdam, 1968).

Michel Sénéchal (* 11. Februar 1927 in Paris; † 1. April 2018 in Eaubonne) war ein französischer Tenor und Musikpädagoge.
Frühzeitig entdeckte man die stimmliche Begabung von Michel Sénéchal im Knabenchor Chapelle de Taverny. Hier sang er als Altsolist. Er absolvierte eine Ausbildung am Conservatoire National in Paris bei Gabriel Paulet. Von 1950 bis 1951 sang er am Théâtre de la Monnaie in Brüssel. 1952 gewann er beim Gesangswettbewerb von Genf den ersten Preis. Als lyrischer Tenor wurde er an der Opéra-Comique Paris bekannt. Er gastierte hoch erfolgreich in Lyon, Straßburg, Marseille und Toulouse. Einen herausragenden Erfolg hatte er 1956 bei den Festspielen von Aix-en-Provence mit der schwierigen Titelpartie von Rameaus Oper „Platée“. Für die Schallplattenaufnahme dieser Oper erhielt er den Grand Prix du Disque. Seit dieser Zeit wirkte er über viele Jahre bei den Festspielen von Aix mit.
Seit 1961 galt Sénéchal als der führende Buffo- und Charaktertenor der Grand Opéra Paris. Es folgten zahlreiche internationale Auftritte: 1967 beim Holland Festival, 1966 in der Staatsoper Hamburg, 1980 am Opernhaus Köln. 1972 bis 1976, 1979 bis 1980 und 1987 bis 1988 sang er den Basilio in Figaros Hochzeit, 1985 bis 1986 den Dancario im „Carmen“, 1978 den Cruzio in „Il Sant' Alessio“ von Stefano Laudi bei den Salzburger Festspielen. 1953 und 1955 trat er bei Konzerten bei den Salzburger Festspielen auf. 1955 gastierte er an den Opern von Rom und Bologna, 1960 an der Mailänder Scala. Bei den Festspielen von Glyndebourne im Jahr 1966 wirkte er in „L'Heure espagnole“ von Maurice Ravel mit. 1985 sang er in der Pariser Oper in der Uraufführung von Konrad Boehmers „Dr. Faustus“. Zudem übernahm er den Monastatos in der Zauberflöte. Sénéchal galt generell als exzeptioneller Mozart-Sänger. 1985 wirkte er als Fabien in Marcel Landowskis Oper „Montségur“ mit. Im Jahr 1982 kam es zum Debüt an der Metropolitan Opera in New York. Hier übernahm Sénéchal die vier Charakterpartien in „Hoffmanns Erzählungen“ von Jacques Offenbach. Es folgten nach diesem Debüt zahlreiche Auftritte an der Met unter anderem mit dem Basilio in Figaros Hochzeit, dem Guiot in „Andrea Chénier“ (1987), dem Hortensio in Donizettis „La Fille du Régiment“ (1994), dem Incredibile in Umberto Giordanos „Andrea Chénier“. Er gab vielumjubelte Gastspiele an der Opera San Francisco als Mr. Taupe im „Capriccio“ von Richard Strauss (1990) und als Hortensio in „La Fille du Régiment“ (1993).
Mit Konzerten in Frankreich, der Schweiz, in England und in Nordamerika hatte Sénéchal großen Erfolg. 1980 wurde er zum Direktor der Opernschule der Grand Opera Paris ernannt. Sénéchal hat für verschiedene Label (Platée, Decca, HMV, Véga, Lumen, Rodolphe Records, Erato, DGG, Philipps, Hungaroton, MGB-Helikon, Solstice) zahlreiche Platten eingespielt.